# Eugenio Bertini

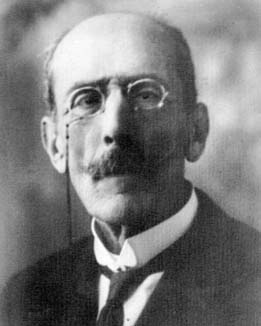
Eugenio Bertini

Eugenio Bertini (* 8. November 1846 in Forlì; † 24. Februar 1933 in Pisa) war ein italienischer Mathematiker.

## Leben
Bertini studierte ab 1863 mit einem Stipendium seiner Heimatstadt an der Universität Bologna, zunächst mit dem Ziel Ingenieur zu werden, wandte sich dann aber unter dem Einfluss von Luigi Cremona der Mathematik zu. 1866 kämpfte er unter Giuseppe Garibaldi in den italienischen Unabhängigkeitskriegen. Danach machte er 1867 seinen Abschluss an der Universität Pisa (auf Anraten von Cremona) und studierte dann weiter ab 1868 in Mailand, wohin sein Lehrer Cremona gewechselt hatte und wo er außerdem bei Felice Casorati und Francesco Brioschi studierte. Bertini wurde Gymnasiallehrer ab 1870 in Mailand und ab 1872 in Rom. 1875 wurde er Professor für Geometrie in Pisa, wohin er auch nach seiner Zeit von 1880 bis 1892 als Professor in Pavia zurückkehrte und wo er 1922 emeritierte.
In der algebraischen Geometrie setzte er die Arbeit seines Lehrers Cremona fort und studierte die Invariantentheorie der Cremona-Transformation (eindeutigen birationalen Abbildungen), was er auch auf die Auflösung der Singularitäten algebraischer Kurven anwandte.
Zu seinen Studenten zählen Luigi Berzolari, Guido Fubini, Giacomo Albanese und Carlo Rosati. Federigo Enriques war sein Assistent in Pisa.

## Schriften (Auswahl)
- Introduzione alla geometria proiettiva degli iperspazi. Con appendice sulle curve algebriche e loro singolarità. Spoerri, Pisa 1907, (Digitalisat; deutsch: Einführung in die projektive Geometrie mehrdimensionaler Räume. Seidel und Sohn, Wien 1924).